# Oculotrema hippopotami
Oculotrema hippopotami 是單殖綱扁形动物唯一寄生於哺乳动物的物種。作為河马眼睛上的外寄生物，本物種屬於多盤科，體長約12至32毫米。